# Umbauwagen

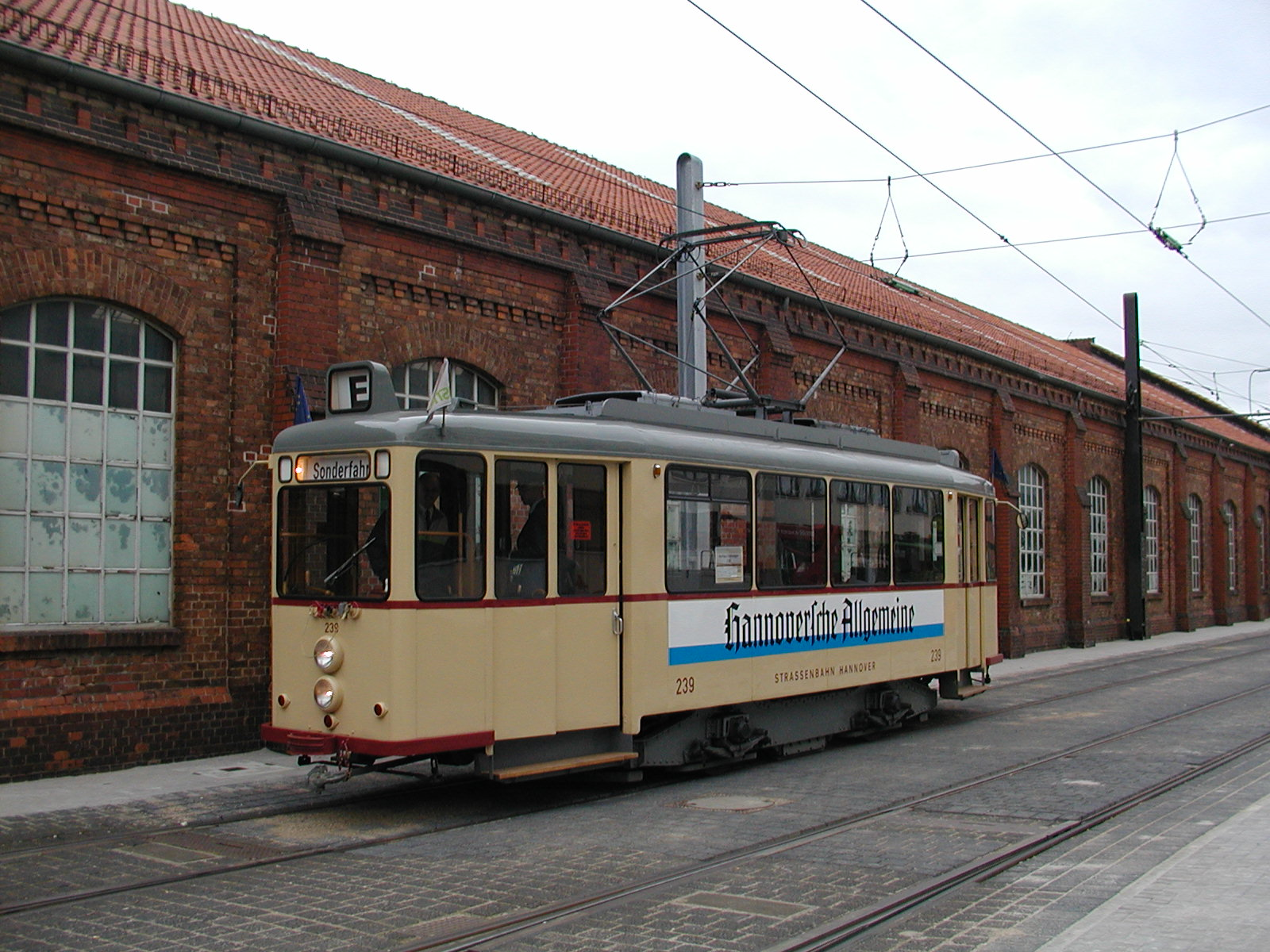
Aufbauwagen der Üstra in Hannover

Als Umbauwagen, Aufbauwagen oder Rekowagen werden Eisenbahnwagen und Straßenbahnfahrzeuge bezeichnet, zu deren Bau das Chassis sowie weitere Teile älterer Fahrzeuge verwendet wurden.
Die Bandbreite reicht dabei von einzelnen Fahrzeugen, die in örtlichen Werkstätten entsprechend umgebaut wurden, bis zur industriellen Fertigung größerer Serien. Bei letzteren diente die Bezeichnung als „Umbauwagen“, „Rekowagen“ oder „Aufbauwagen“ teilweise auch als offizielle Namensgebung.

## Straßenbahn

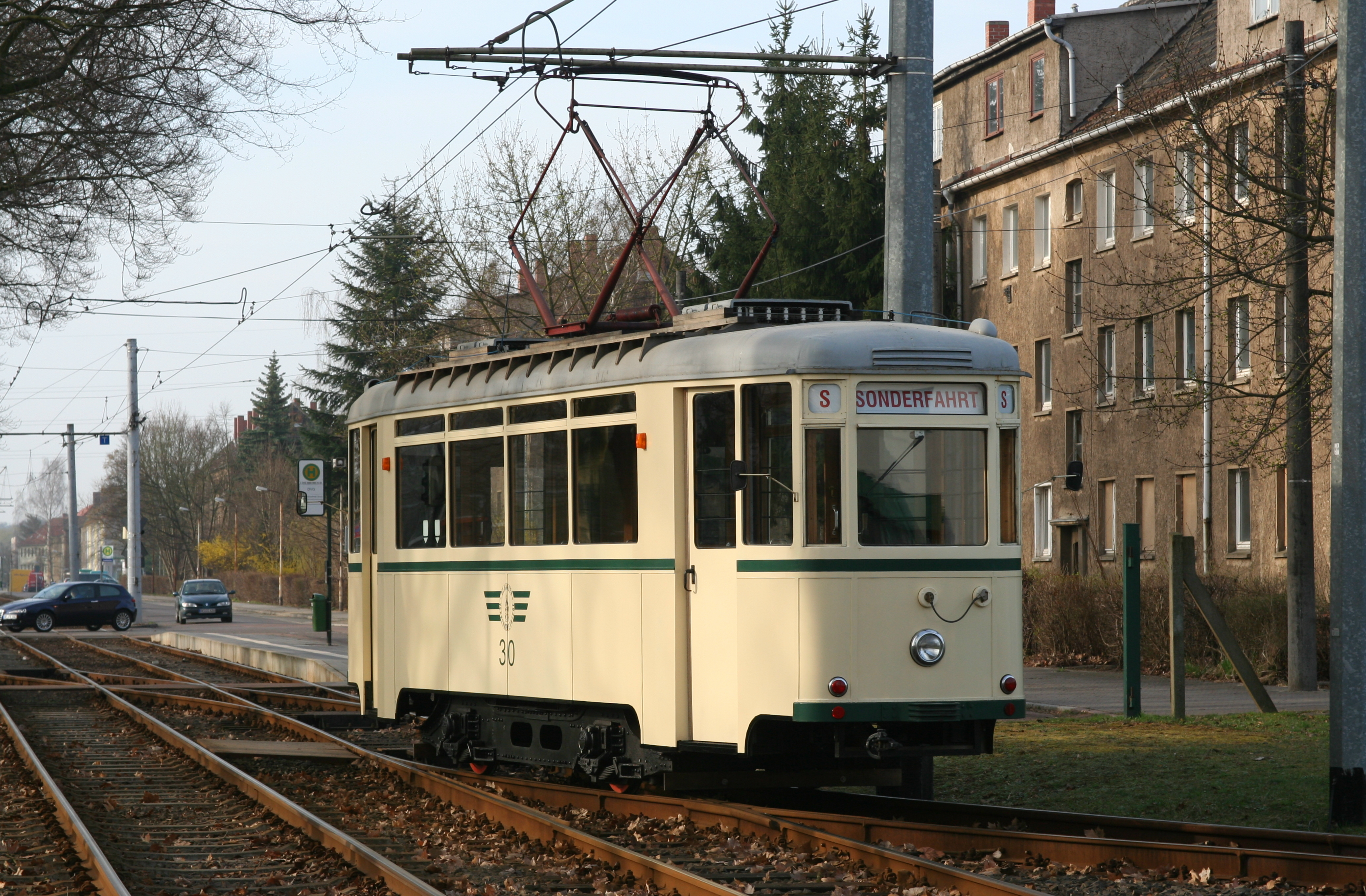
Aufbauwagen der DVG in Dessau

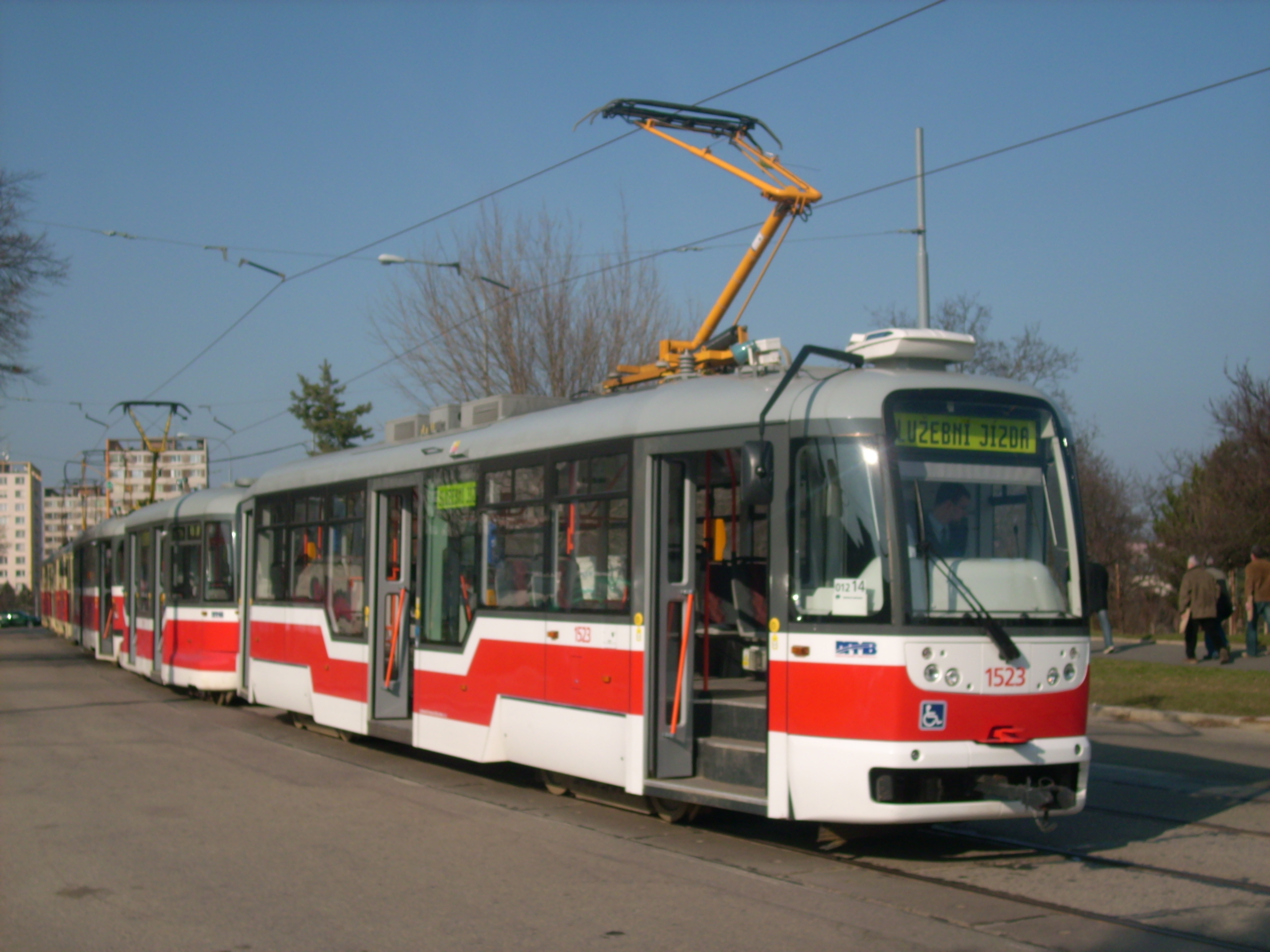
Niederflurwagen von Aliance TW, erstellt auf der Basis hochfluriger Tatra-Straßenbahnen

Bei Straßenbahnbetrieben ist der Ersatz älterer Wagenkästen durch neue Aufbauten fast seit Beginn des Betriebs elektrischer Straßenbahnen üblich. Ursache war die oftmals deutlich längere Lebensdauer von Fahrgestellen und Motoren im Vergleich mit den zunächst noch aus Holz hergestellten Wagenkästen. Es gab jedoch auch Umbauwagen, bei denen der Wagenkasten beibehalten wurde und es zum Einbau neuer Fahrgestelle und -motoren kam, wie beim Typ U3l der Berliner Straßenbahn. Bei größeren, aus verschiedenen Vorläuferbetrieben entstanden kommunalen Betrieben wie etwa der BVG wurden entsprechende Umbauten auch aus Gründen der Vereinheitlichung und Rationalisierung des Wagenparks vorgenommen.
In den ersten Jahren nach dem Zweiten Weltkrieg wurden in Deutschland in großer Zahl kriegsbeschädigte Fahrzeuge wiederhergestellt. Viele Verkehrsunternehmen übernahmen dies in Eigenregie, teilweise erfolgte der Wiederaufbau bei der Fahrzeugindustrie. Nach Empfehlungen des VÖV wurden dabei in Westdeutschland von vielen Betrieben einheitliche Wagenkästen verwendet, deren Aussehen aus dem Kriegsstraßenbahnwagen abgeleitet worden war. Für diese Fahrzeuge bürgerte sich die Bezeichnung Aufbauwagen ein. Sie wurden nicht nur in den Werkstätten einzelner Verkehrsbetriebe hergestellt, sondern auch bei großen Herstellern wie DUEWAG und Westwaggon. Insgesamt wurden rund 270 Triebwagen und 120 Beiwagen des Aufbautyps hergestellt.
Der ursprünglich für den Wiederaufbau vom VÖV empfohlene Wagenkasten der Aufbauwagen wurde auch für neue Fahrzeuge, die sogenannten Verbandstriebwagen, verwendet, die noch bis 1958 gebaut wurden, teilweise auch auf dreiachsigen Fahrgestellen. Der Übergang zwischen Aufbau- und Verbandswagen ist dabei fließend, je nach Umfang der verwendeten Teile älterer Fahrzeuge.
Ähnliche, gelegentlich auch als „Aufbautyp“ bezeichnete Fahrzeuge wurden auch für einige Straßenbahnbetriebe der DDR von der VVB LOWA bzw. dem Waggonbau Gotha auf Basis alter Fahrgestelle hergestellt. Acht Triebwagen gingen nach Karl-Marx-Stadt, fünf nach Dessau, acht nach Magdeburg und einer nach Zwickau.
Während im Westen Deutschlands ab Mitte der 1950er Jahre die alten Zweiachser durch drehgestellgestützte Großraum- und Gelenkwagen ersetzt wurden, lief in der DDR ein größeres Programm an, um alte Zweiachser mit neuen Wagenkästen zu versehen. Diese Rekowagen entstanden im Reichsbahnausbesserungswerk Berlin-Schöneweide und beim Waggonbau Gotha. Dessen Neuproduktion waren sie äußerlich stark angenähert. Die Produktion von Reko-Wagen wurde verlängert, so mit dem Rekowagen TZ 70/1, seit im RGW keine neuen Zweirichtungsstraßenbahnen mehr gebaut wurden.
Seit Ende der 1950er Jahre nahmen viele Straßenbahnbetriebe weitere Umbauten an ihren Fahrzeugen vor, vor allem mit dem Ziel der Personaleinsparung. Aufgrund der Vollbeschäftigung hatten viele westdeutsche Betriebe Personalmangel, hinzu kamen die steigenden Lohnkosten. Um den Personalbedarf der damals üblichen Straßenbahnzüge aus zweiachsigen Trieb- und Beiwagen zu reduzieren (ein Drei-Wagen-Zug erforderte vier Mann Personal) ließen verschiedene Betriebe zweiachsige Aufbautriebwagen in Gelenkwagen umbauen, entweder mit aufgesatteltem Endwagen (etwa in Aachen) oder mit schwebendem Mittelteil (beispielsweise in Duisburg).

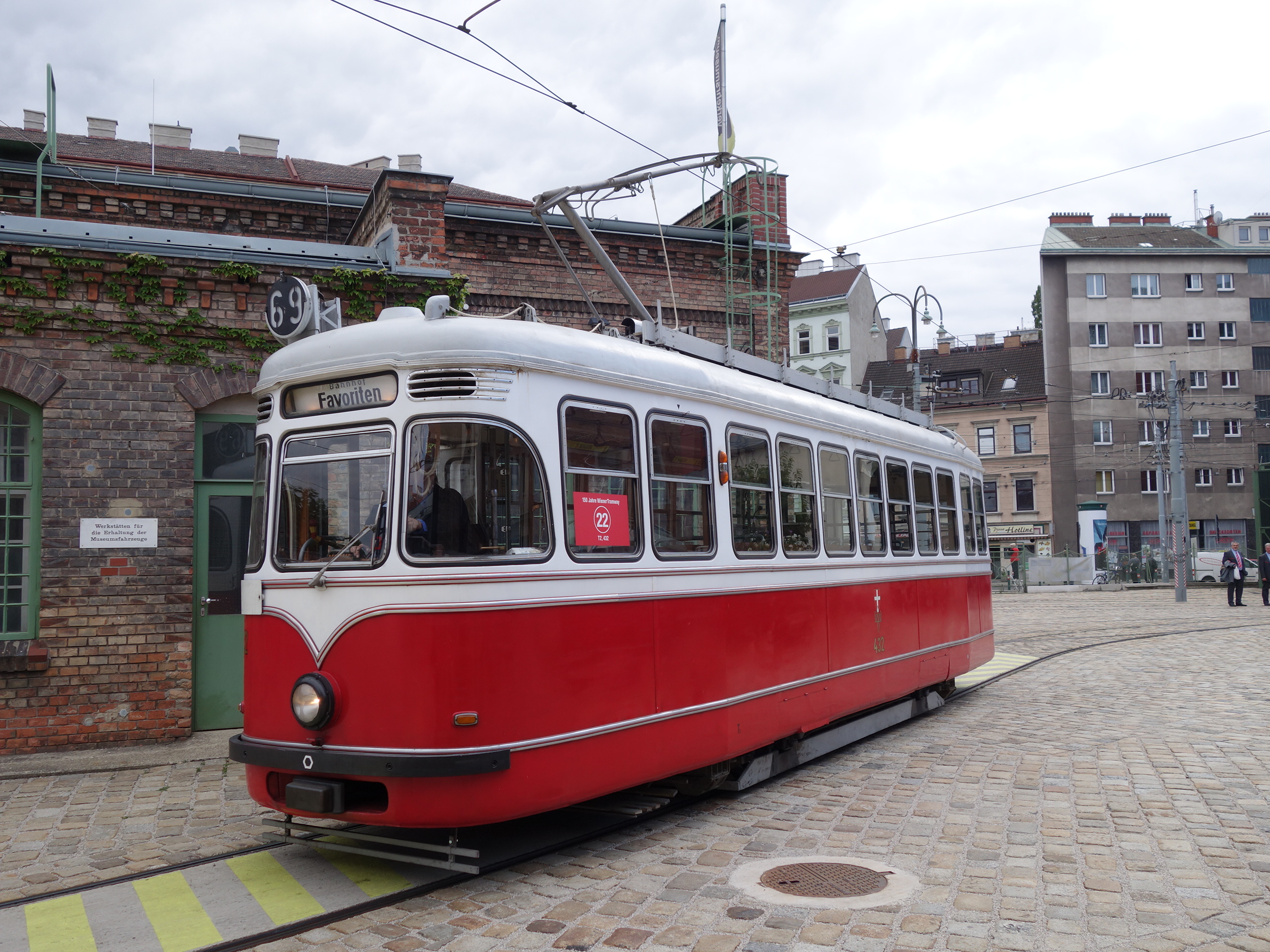
Einrichtungs-Triebwagen der Type T2 der Wiener Verkehrsbetriebe

Auch in Wien wurden seit Anfang der 1950er Jahre Straßenbahnfahrzeuge in größerem Stil rekonstruiert, meist handelte es sich dabei um Modernisierungen und Neuaufbauten veralteter oder vom Krieg verschlissener Wagentypen. So entstanden z. B. die Stadtbahnwagen der Typen N1 und n2 unter Verwendung von Altteilen (v. a. Elektrik, aber auch Fahrgestellteile) der Vorgängertype. Die Straßenbahnwagen der Typen T1 und T2 entstanden unter Verwendung von Fahrgestellen aus dem Jahre 1912. Ähnlich war es bei der Type L3, welche bereits der dritte Aufbau auf einem ursprünglich 1918 erstmals gebauten Fahrgestell waren. Auch der erste Wiener Gelenktriebwagen vom Typ D entstand unter Verwendung von Fahrgestellen von ehemaligen Stadtbahn-Beiwagen aus den 1920er Jahren.
Mit Aufkommen der Niederflurwagen ließen verschiedene Straßenbahnbetriebe wie etwa in Mannheim, Graz oder Nürnberg ältere Gelenktriebwagen durch Einsatz eines neuen niederflurigen Mittelteils umbauen, wobei allerdings der Wagenkasten weitgehend unverändert blieb. Nach dem Mauerfall erfolgte der Umbau in einigen wenigen Städten der neuen Bundesländer von teilweise erst wenigen Jahre alten Tatras mit Niederflurwagen, jedoch erfolgte die Entwicklung und Einbau in Mittenwalde (LDS), so entstandene Tatras bekamen die Bezeichnung KTNF6 bzw. KT6K oder KTNF8. Gegenwärtig stellt der tschechische Hersteller Aliance TW Umbauwagen her, freilich mit anderem Ausgangsmaterial und anderem Ergebnis als bei den Reko-Straßenbahnen der DDR: Aliance TW baut aus Tatra-Vierachsern moderne Niederflurbahnen.

## Eisenbahn

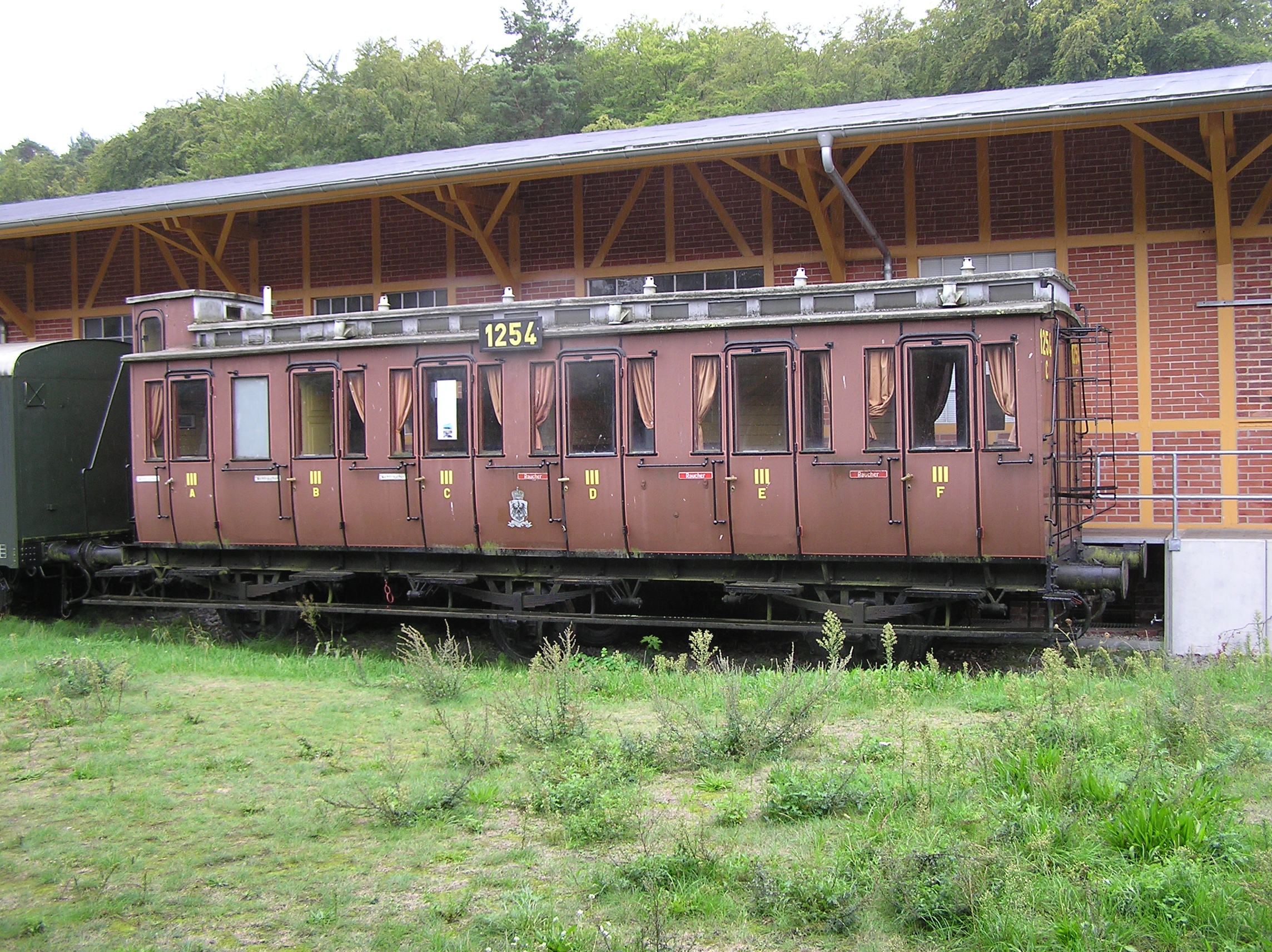
Ausgangsmaterial: Dreiachsiger preußischer Abteilwagen

Sowohl die Deutsche Bundesbahn (DB) als auch die Deutsche Reichsbahn (DR) ließen in den 1950er und 1960er Jahren alte Abteilwagen zu modernen Nahverkehrswagen umbauen. Mit den sogenannten Spantenwagen hatten die Österreichischen Bundesbahnen (ÖBB) ein ähnliches Programm zur Modernisierung alter Wagentypen laufen, welches sogar schmalspurige Waggons aufwies.
Die Umbauwagen der DB hatten ein hohes tonnenförmiges Dach und eingerückte Türen. Es gab drei- und vierachsige Wagentypen. Die Dreiachser hatten an beiden Wagenenden, die Vierachser zusätzlich in der Mitte Türen.
Die Rekowagen der DR hatten eine relativ niedrige Dachwölbung. Da bei der Aufarbeitung dreiachsiger Abteilwagen teilweise die mittlere Achse entfernt wurde und auch zweiachsige Wagen (beispielsweise Durchgangswagen mit offenen Plattformen) als Ausgangsmaterial dienten, gab es zwei- und dreiachsige Rekowagen mit gleichem neuen Wagenkasten. Die Serienwagen hatten an jedem Wagenende nur auf einer Seite eine breite einteilige Einstiegsschiebetür. Die vierachsigen Rekowagen hatten Einstiege an beiden Enden in üblicher Anordnung, die durch Drehfalttüren verschlossen wurden. Auch Reko-Güterwagen wurden von der DR hergestellt.

Drei- und vierachsige Umbau- bzw. Rekowagen der DB und der DR
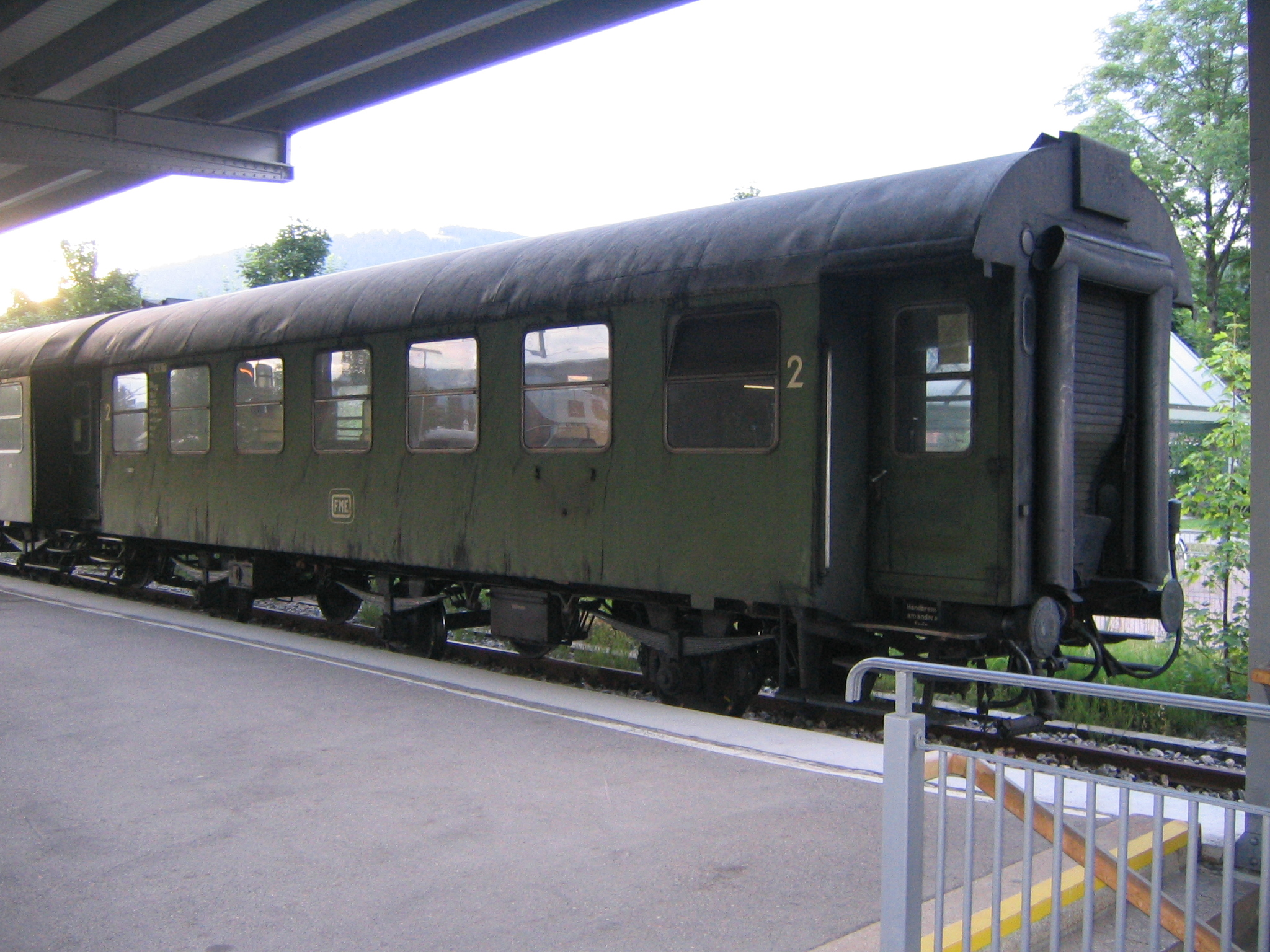
Dreiachsiger Umbauwagen der DB
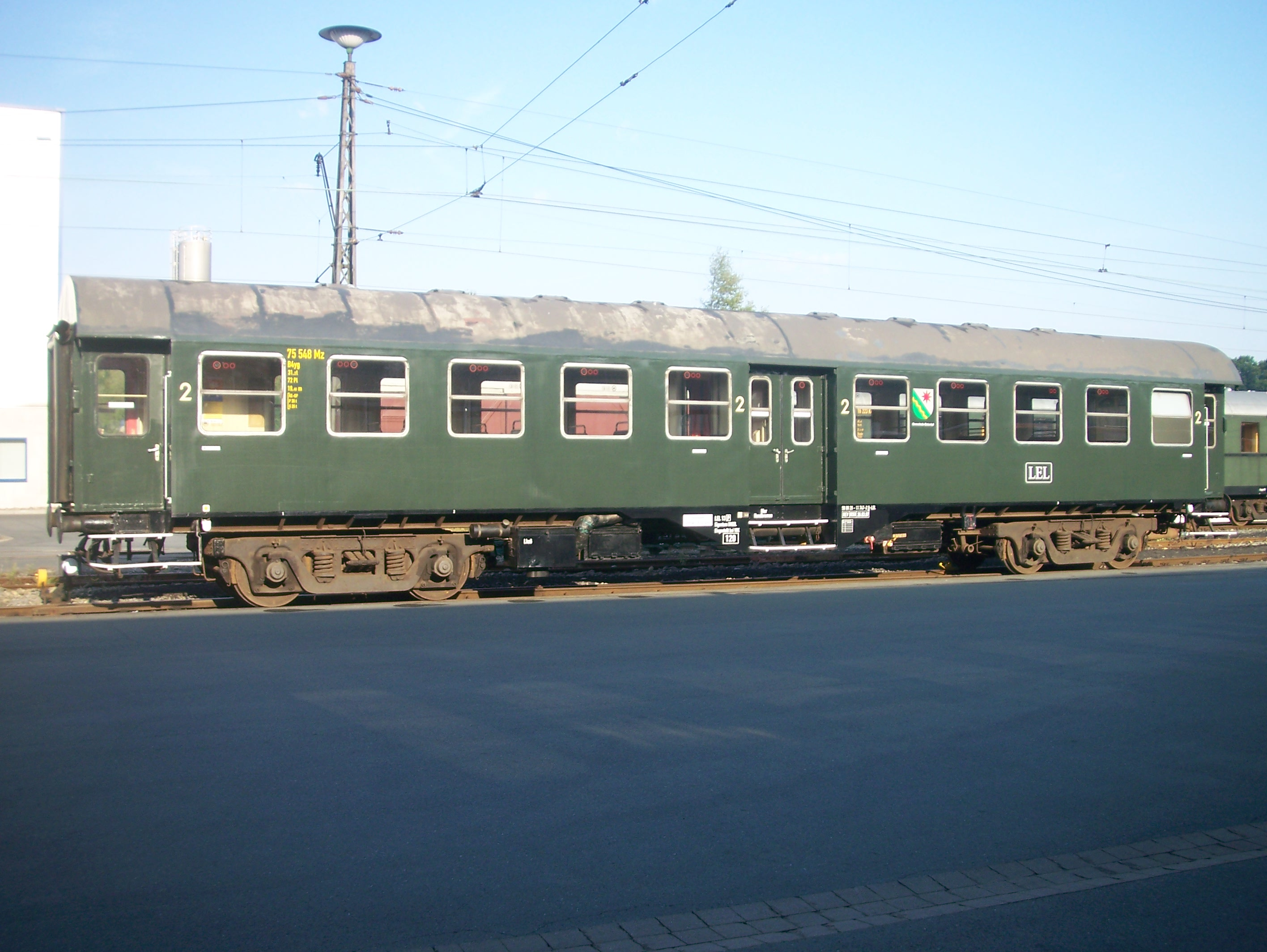
Vierachsiger Umbauwagen der DB bei der (Museums-) Landeseisenbahn Lippe
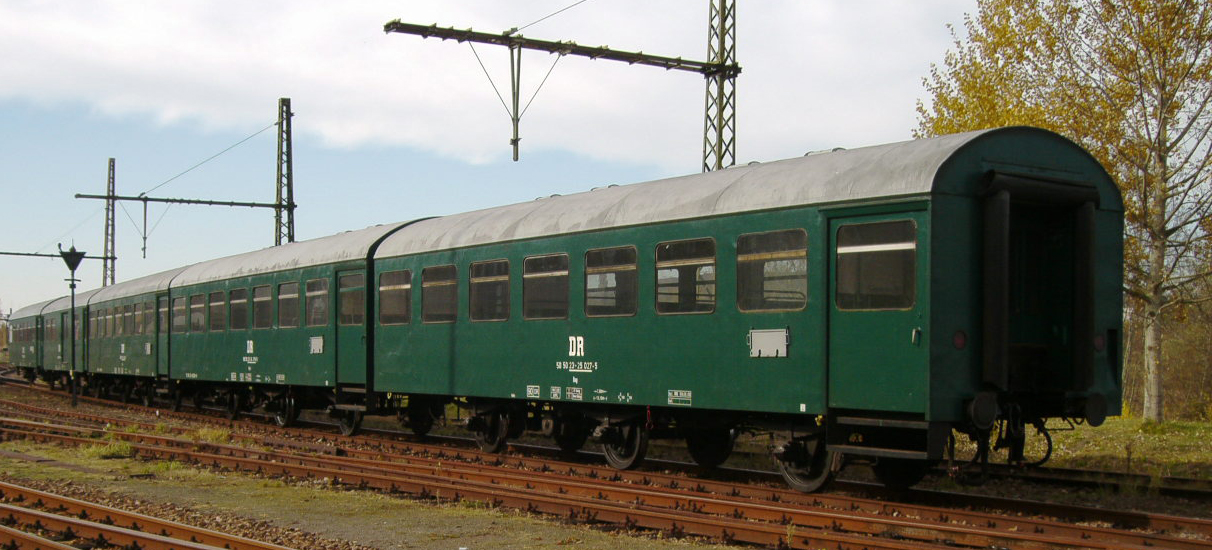
Dreiachsige Rekowagen der DR
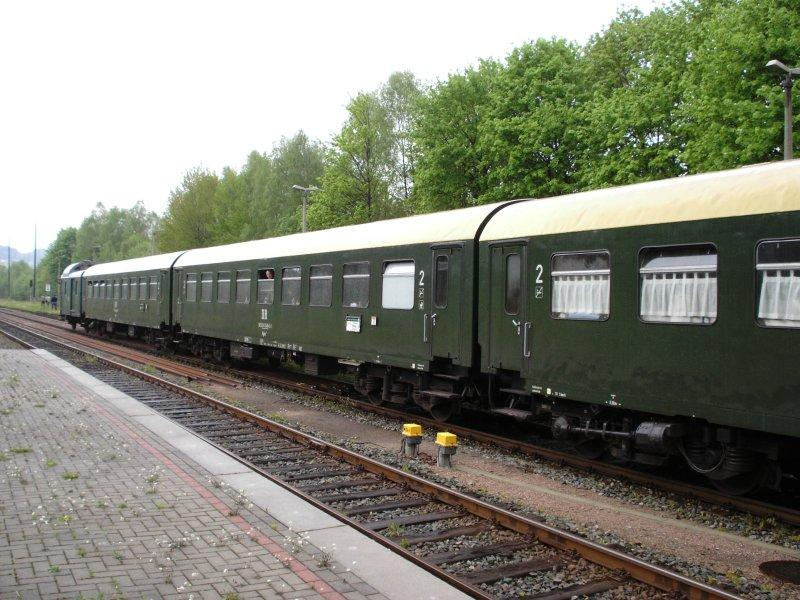
Vierachsige Rekowagen der DR

Die Spantenwagen der ÖBB waren in der Regel aus verschweißten Eisenprofilen (auch Spanten genannt, daher der Name) gefertigte und recht einheitliche Neuaufbauten auf alten Fahrgestellen, die größtenteils noch von k.k. österreichischen Staatsbahnen stammten. Diese wurden mitunter durch Einschweißen von Zwischenstücken auf einheitliche Längen gebracht. Die Umbauten nahmen die Hauptwerkstätten in Wien-Simmering und St. Pölten vor, als Vorbild diente die aus den 1920er Jahren stammende Type N28. Es gab zwei, drei und vierachsige normal- und schmalspurige Personenwaggons mit offenen und geschlossenen Plattformen, sowie Halbgepäckswagen mit einem Dienstabteil und reine Dienst-/Gepäckwagen. Die Typen für Normalspur und Schmalspur (Bosnische Spurweite) unterschieden sich sowohl in den Dimensionen als auch in der Dachwölbung. Die normalspurigen Waggons waren bis in die 1980er Jahre im Einsatz, während die schmalspurigen Vierachser auf der Mariazellerbahn bis 2013 Dienst taten.

Spantenwagen der ÖBB
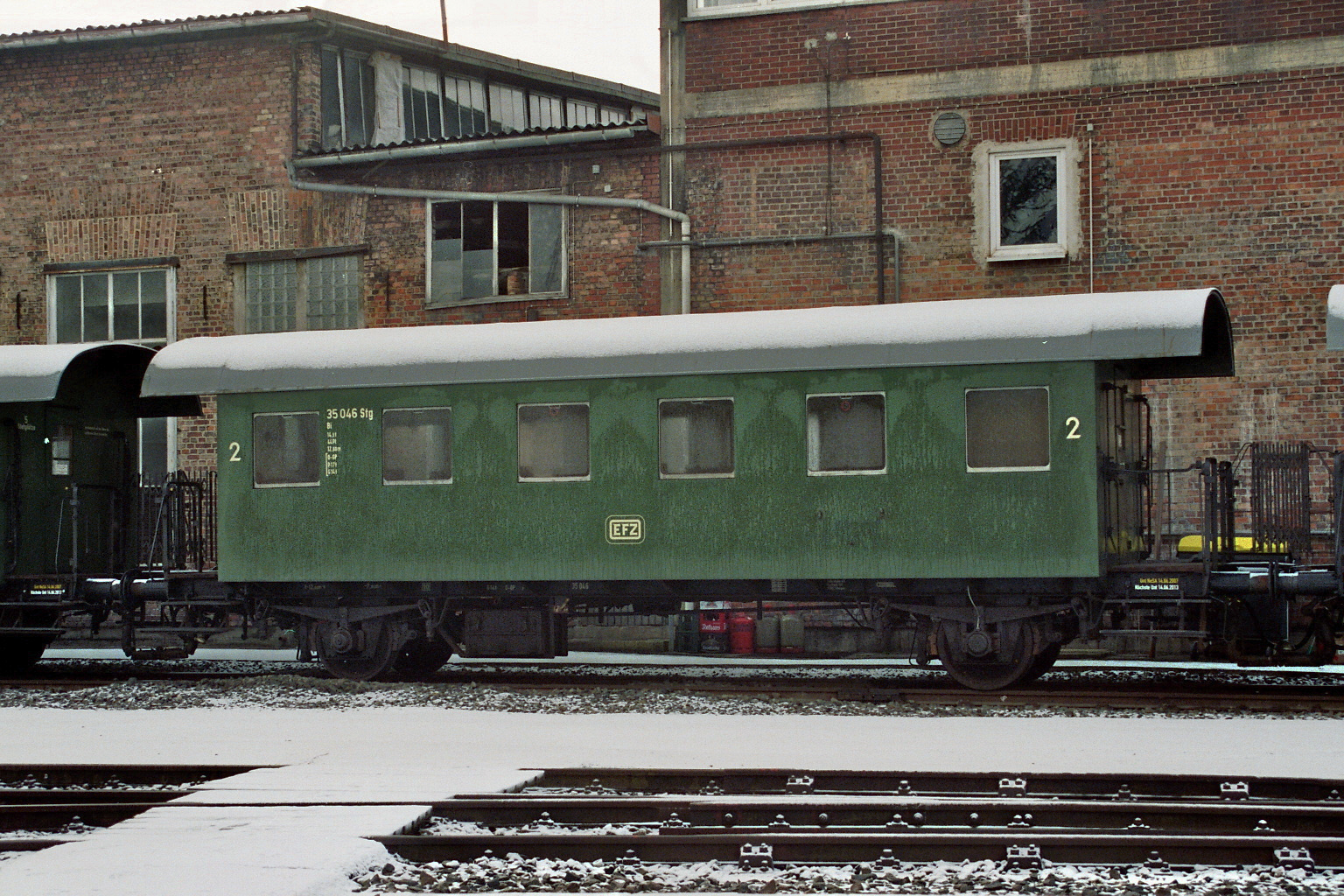
Normalspuriger Spantenwagen mit Ganzfenstern
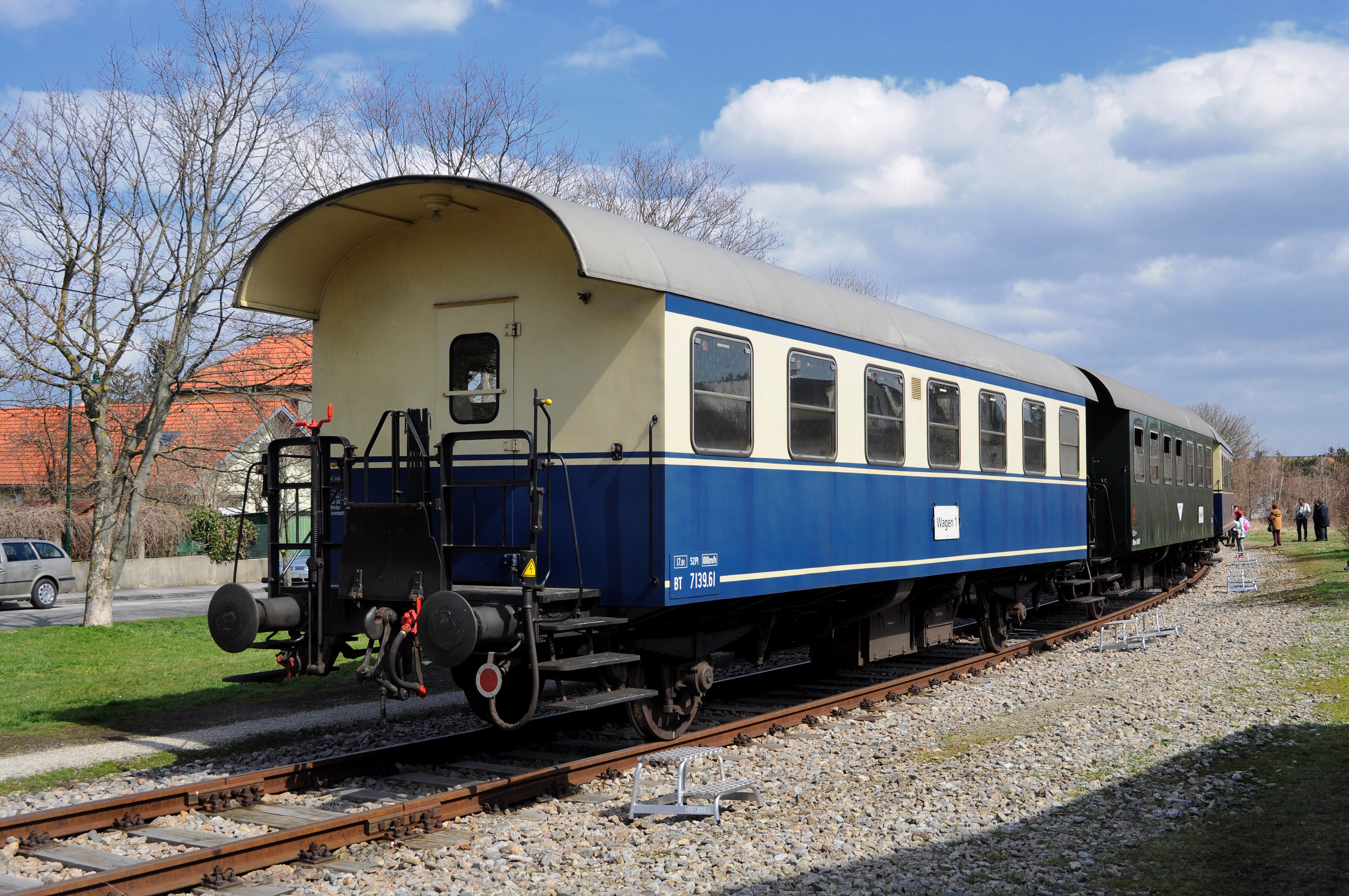
Normalspuriger Spantenwagen mit Halbfenstern und in blau-weißer Triebwagenanhänger-Lackierung
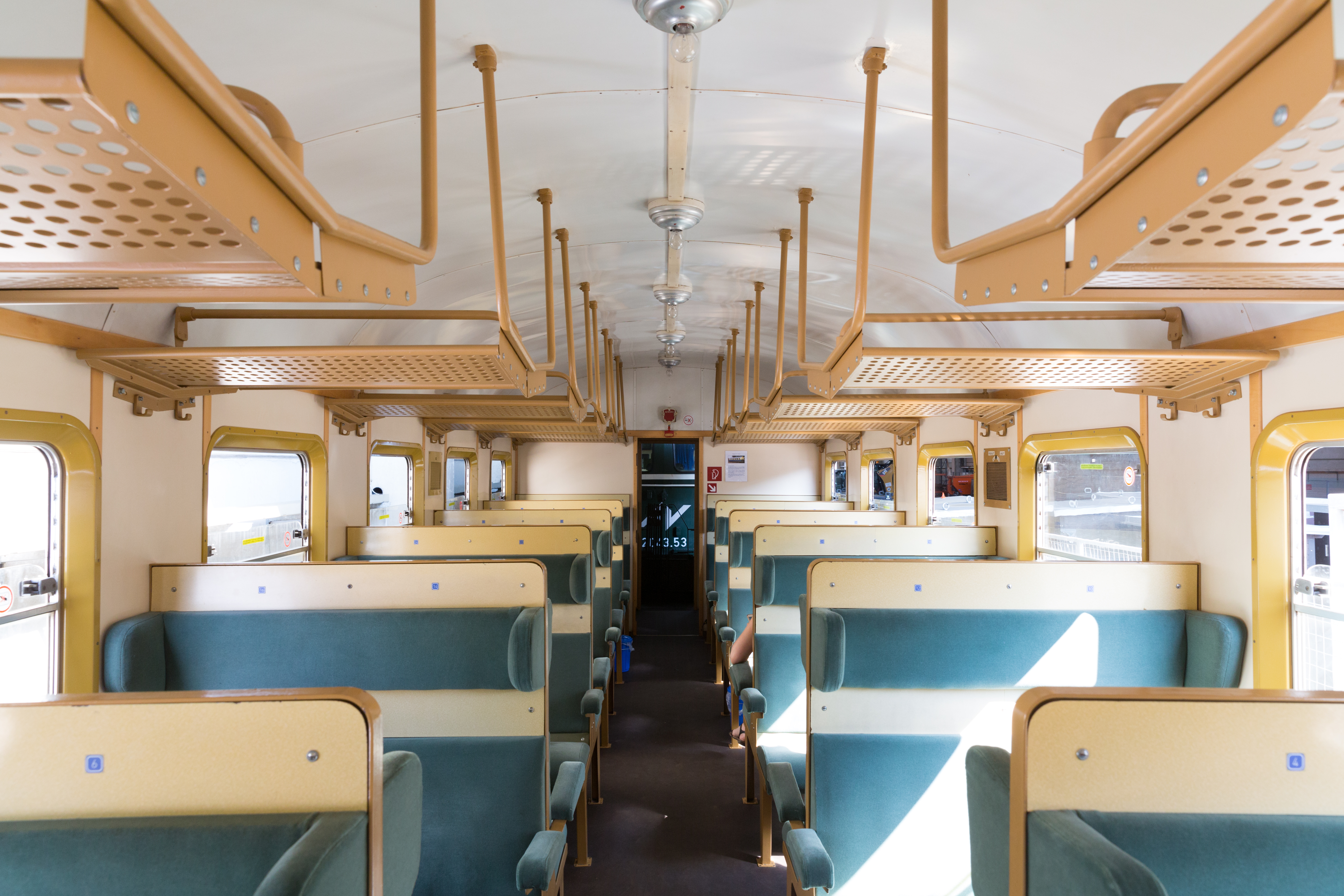
Die Inneneinrichtung der Spantenwagen war einheitlich gestaltet und bestand aus beigen Verkleidungen und grünen Sitzbänken
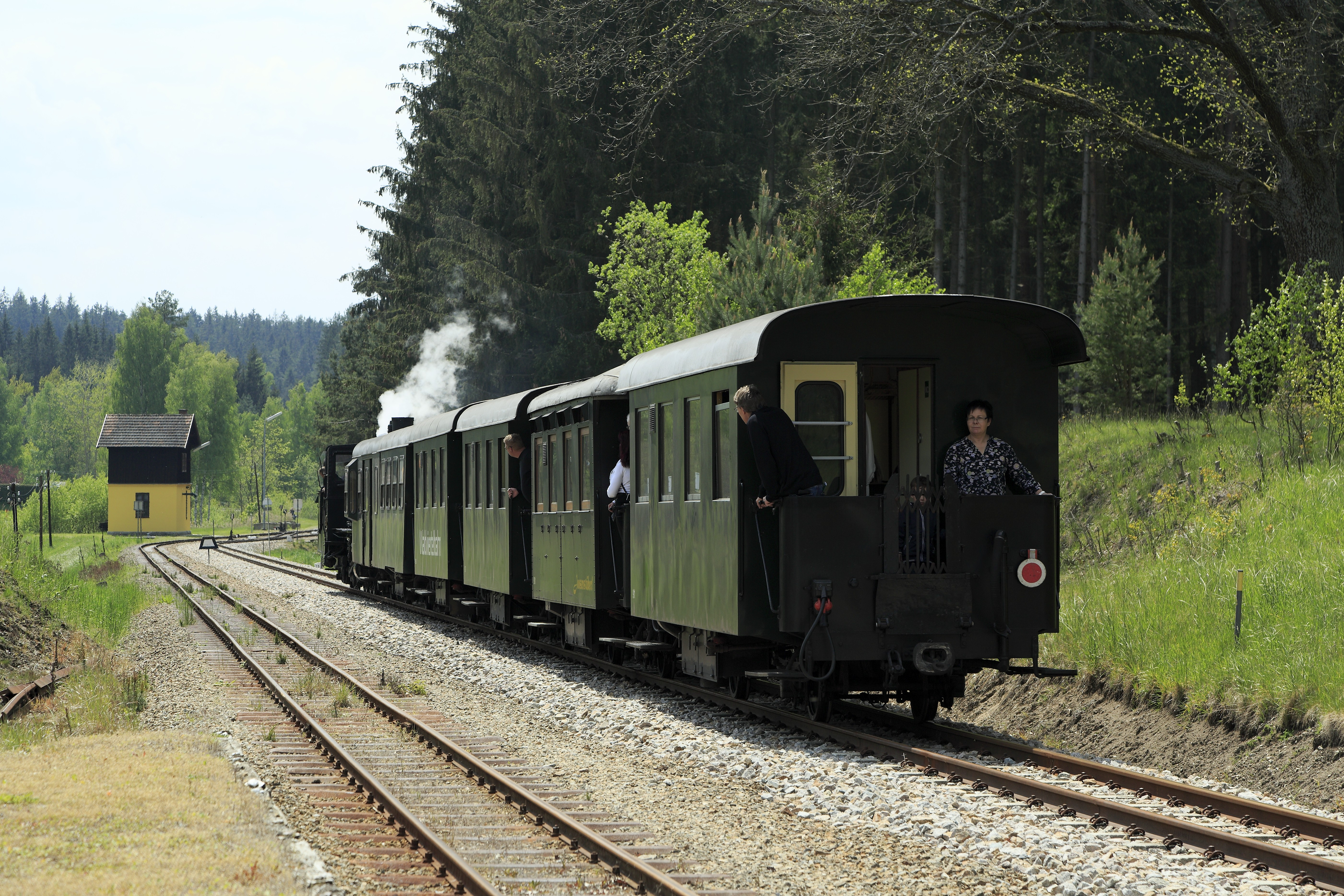
Schmalspuriger zweiachsiger Spantenwagen mit offenen Plattformen in einem Zug der Waldviertler Schmalspurbahnen
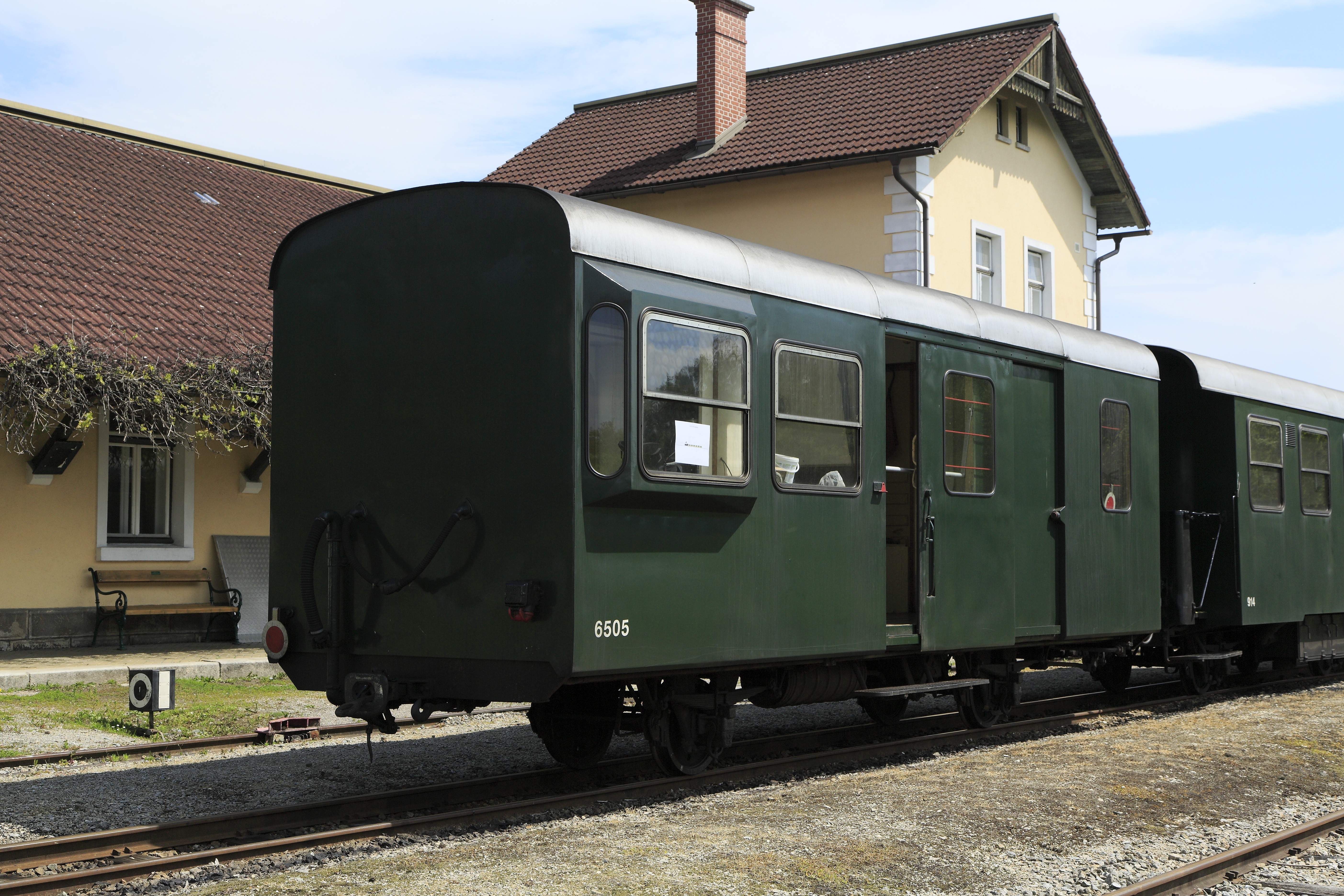
Schmalspuriger zweiachsiger Spanten-Dienstwagen
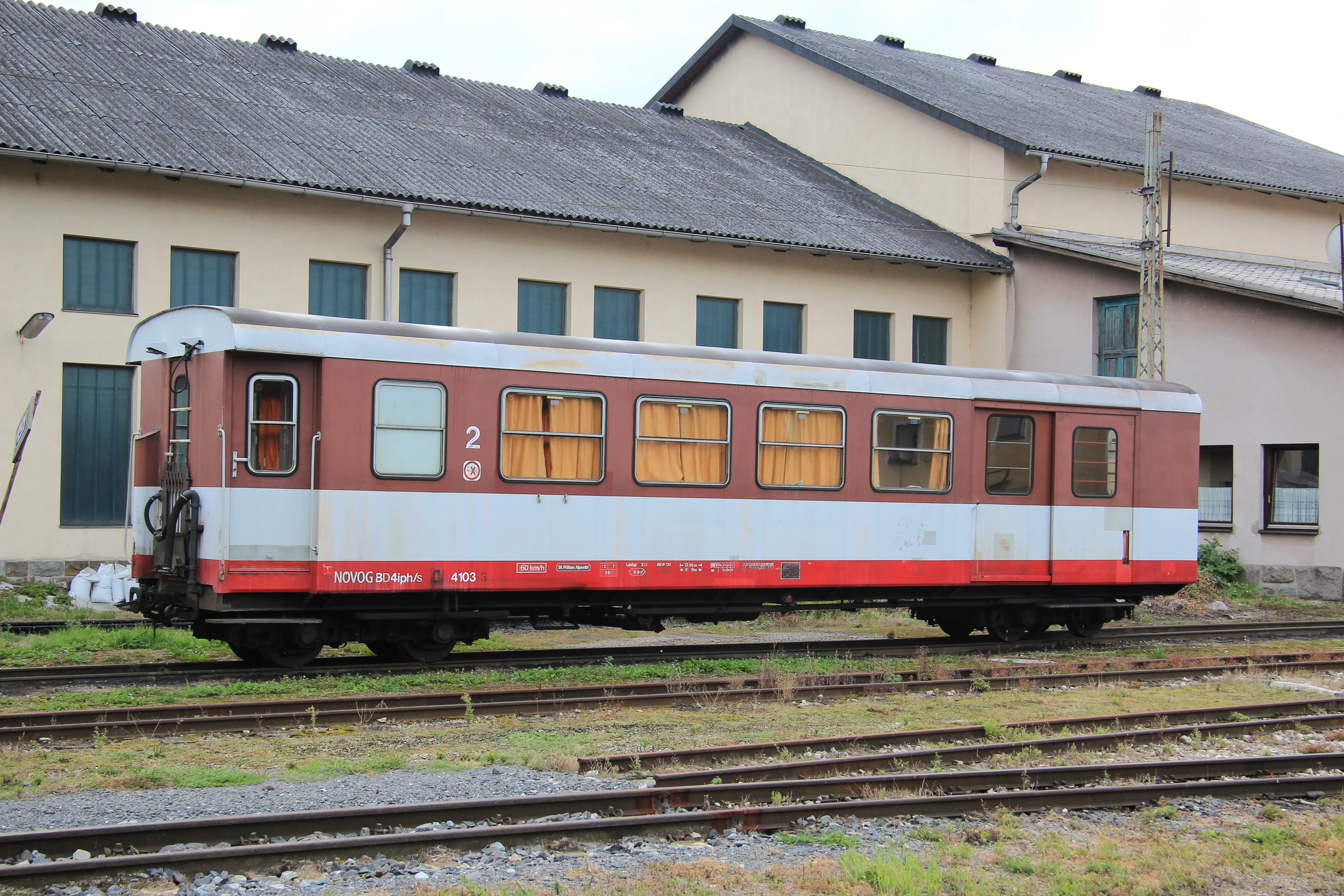
Schmalspuriger vierachsiger Halbgepäckwagen der Mariazellerbahn

## Kleinbahnen

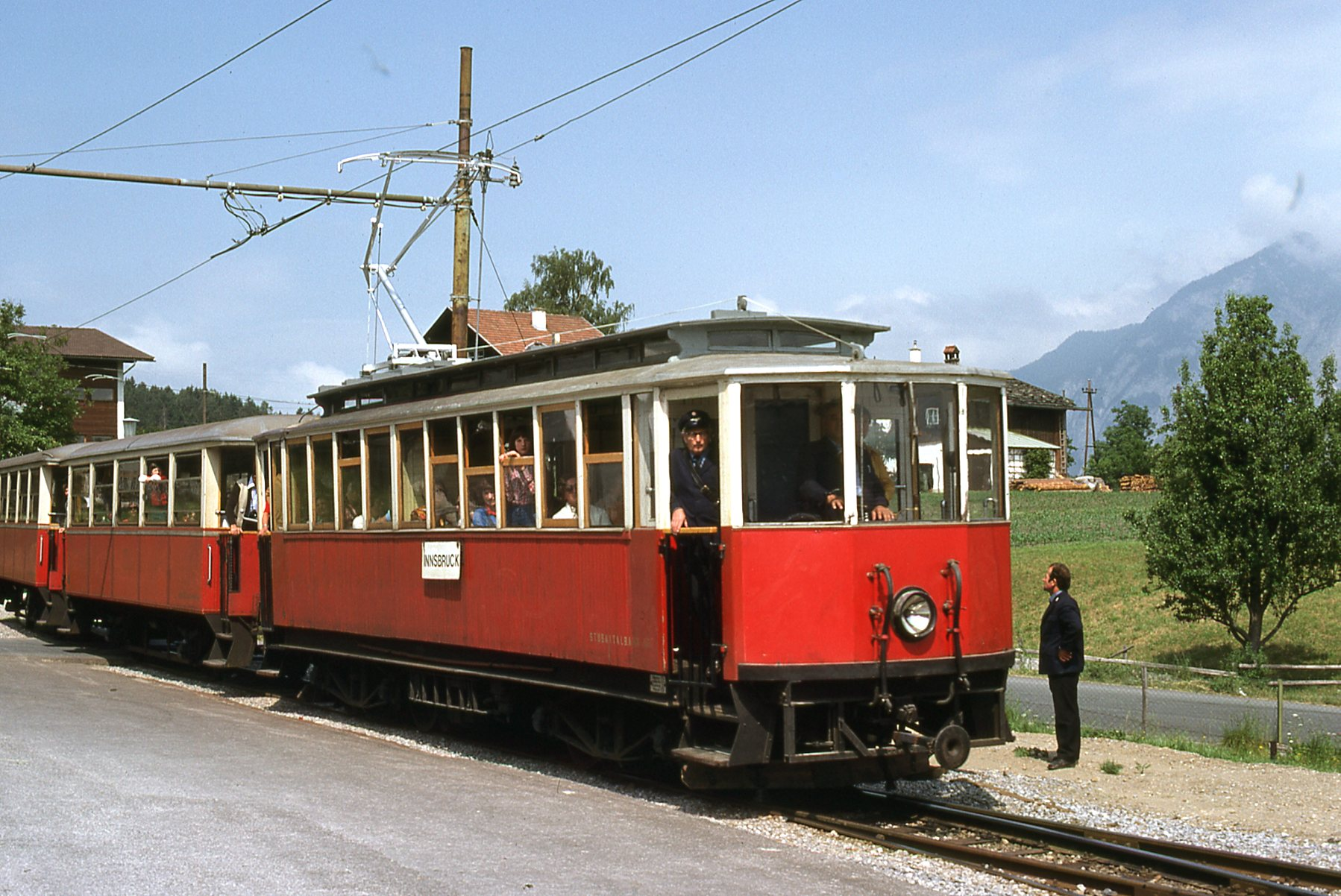
Stubaitalbahn: Triebwagen von 1904 mit in den 1950ern erneuerten Beiwagen

Da lange Zeit die Chassis von Schienenfahrzeugen wesentlich solider gebaut waren als die Wagenkästen, setzte man bei zahlreichen Bahngesellschaften vielfach neue Wagenkästen auf alte Untergestelle, so auch in Österreich bei der (inzwischen mit modernen Straßenbahngelenkzügen) betriebenen Stubaitalbahn, bei Stern & Hafferl in Oberösterreich oder bei den ÖBB mit den Spantenwagen. Dabei sprach man aber meist nicht von Umbauten, sondern lediglich von Modernisierungen.